# Will.i.am
William James Adams Jr. (født 15. marts 1975), bedre kendt som will.i.am, er en amerikansk hip-hop musiker og stiftende medlem af Black Eyed Peas. Han er af Jamaicansk afstamning.

## Karriere indenfor musikken
Will.i.am blev født i Los Angeles.  Han skrev oprindeligt kontrakt med Eazy-E's Ruthless Records. Han producerede størstedelen af Black Eyed Peas' albums, såvel som temasangen til den amerikanske tegneserie Samurai Jack. Blandt andre soloprojekter er en medvirken som rådgiver i The Urbz.
I 2004 producerede han sangen "Go" til computerspillet NBA Live 2005. I 2005 indspillede will.i.am sangen "I Am Somebody" med guitarist Carlos Santana til sit album All That I Am.
I 2006 bidragede han til Sergio Mendes' "Timeless", Busta Rhymes' "The Big Bang", Diddy's "Press Play", Black Eyed Peas kollegaen Fergies "The Dutchess", The Pussycat Dolls' "PCD", John Legend's "Ordinary People", Justin Timberlake's "FutureSex/LoveSounds", The Game's "Doctor's Advocate", Ciara's "Ciara: The Evolution", Nas' "Hip Hop is Dead" og David Guetta"Nothing really matters".
Will.i.am arbejdede sammen med Michael Jackson på hans comeback-album, og har derudover projekter med Amerie, Rihanna, Pussycat Dolls, Nicole Scherzinger, Melody Thornton, Hilary Duff, Cassidy, Lil' Wayne, Talib Kweli, Lupe Fiasco, Common, Fabolous, Chilli, Bone Thugs-n-Harmony og Macy Gray. Han var med til at lave "More and More", "Ring It", "Baby Love" og "On the Move" til Nicole Scherzinger's første soloalbum Her Name Is Nicole. Will.i.am har også udgivet nummeret Scream and Shout, hvor han har fået Britney Spears til at medvirke.

## Privatliv
Will.i.am har nævnt Red Hot Chili Peppers som nogle af dem som har haft stor indflydelse på ham, og han medvirkede i en dokumentar på Radio 1 om Red Hot Chili Peppers' historie, hvor han forklarede at han navngav Black Eyed Peas på samme måde som Red Hot Chili Peppers, altså efter en type mad. Han gik på Palisades High School og graduerede i 1993. Han er den tidligere Atlanta Falcons fullback Lynn Cains nevø.

### Miljøbevidsthed
Will.i.am har lagt billet ind på en Tesla Roadster fra Tesla Motors. Det er en batteridrevet el-bil med en rækkevidde på 400 kilometer. Han vil være blandt de første ejere.

## Diskografi

### Studiealbum

#### Soloudgivelser
- 2001: Lost Change
- 2003: Must B 21
- 2007: Songs About Girls

#### Med Black Eyed Peas
- 1998: Behind the Front
- 2000: Bridging the Gap
- 2003: Elephunk
- 2005: Monkey Business
- 2008: The E.N.D
- 2010: The Beginning

## Mode
Før han mødte Black Eyed Peas gik will.i.am på Fashion Institute of Design & Merchandising i Los Angeles. I 2001 begyndte han at designe sin egen tøjlinje, i.am, som havde sin officielle debut i 2005 i Las Vegas . I 2007 gik will.i.am sammen med Blue Holdings, Inc. for at designe en denimkollektion, i.am Antik, som skal have sin debut i august 2007 . Han har også designet tøj til Black Eyed Peas.

## Fodnoter
1. ↑  "Interview". Arkiveret fra originalen 11. oktober 2007. Hentet 20. juni 2007.
2. ↑  "Marketing 2.0: TED fans of Tesla". Arkiveret fra originalen 2. maj 2007. Hentet 2. maj 2007.
3. ↑  "Black Eyed Peas' Will.I.Am Launches Clothing Line". Arkiveret fra originalen 26. november 2009. Hentet 20. juni 2007.
4. ↑  Yahoo Finance - Business Finance, Stock Market, Quotes, News